# Temple a les nimfes
El Temple a les nimfes o Camps Elisis és un quadre de temàtica classicista del pintor uruguaià-català Joaquim Torres-García, el qual li va servir de carta de presentació en el panorama artístic i intel·lectual del noucentisme. Datat entre el 1901 i 1911, va ser exposat per primera vegada a les Galeries Dalmau de Barcelona l'any 1912.

## Context històric

### Noucentisme i mediterranisme
En paraules d'Eugeni d'Ors, el noucentisme va néixer com una reacció classicista enfront del modernisme català, més relacionat amb les tendències del nord i el centre d'Europa. En el context de la transició d'un corrent a l'altre, el pintor Torres-García destacà per ser un dels representants més importants de totes dues tendències artístiques.
A Catalunya, el noucentisme va reivindicar la tradició clàssica grecollatina al voltant del concepte del mediterranisme, i va estar fortament lligat a les influències rebudes des de Mallorca i als descobriments arqueològics d'Empúries impulsats per l'Institut d'Estudis Catalans. A més, aquest moviment intel·lectual i artístic va anar de la mà de la reafirmació de la identitat de la burgesia catalana de principis del segle xx.
Tal com indica l’historiador Tomàs Llorens, el classicisme va implicar tres idees distintes però interrelacionades: la idea d’una tradició com a vehicle d’uns valors culturals; la idea d’una «època daurada» en què aquests valors es manifestaven; i la idea d’un model normatiu que garantia la integritat d’aquests valors en el temps.

### La fase noucentista de Torres-García
Pel que fa a les influències d'aquesta etapa primerenca de Torres-García, el mateix pintor reconegué una incipient inspiració en el pintor simbolista francès Pierre Puvis de Chavannes (1824-1898), però posteriorment declararia a la seva autobiografia que havia abandonat aquestes «idees més superficials» i havia acabat prenent com a model l'art grec.
Les idees de fort caràcter noucentista de Torres-García, fonamentades en la tradició clàssica grega, queden reflectides al seu escrit La nostra ordenació; el nostre camí (1907), publicat a Empori i el llibre Diàlegs (1915), on apuntava que l'art ha de cercar les coses perdurables, això és, una tradició que s'ajusti a la Terra i no pas als homes ni a llurs obres si aquestes no s'hi harmonitzen correctament.
Les obres de la seva etapa classicista proposaven convertir-se en mites ancestrals i, per altra banda, la caracterització d'obra clàssica reiterada per la crítica de l'època s'hauria de substituir per arcaica perquè aquest terme correspon més a la intenció de recuperar activament els valors ancestrals.
Anys després, Torres-García va fer ús de la fascinació per les antigues civilitzacions per explicar l'origen de la seva obra constructivista.

## Descripció formal
El quadre de Torres-Garcia es nodreix directament de la tendència noucentista que s’estava donant a França i en els països del sud d’Europa on el retorn al classicisme adquireix uns tons particulars posicionant el Mediterrani grecollatí com el verdader bressol de la civilització. Així, la lluminositat, l'harmonia i el ritme que s’associen al classicisme són qualitats que impregnen tota la societat, des de les elits fins a les capes més populars, constituint una mena d'utopia de pacificació social que s’oposa a la societat contemporània, violenta i convulsa.
En la composició veiem una escena mitològica dins un paisatge en què destaca una aura simbolista, accentuada pel llac i la gamma de blaus i verds, en la qual també incorpora una referència arquitectònica real inspirada en el templet dels jardins del laberint d’Horta (Barcelona), del qual farà ús en aquests anys en altres obres amb la mateixa tipologia:

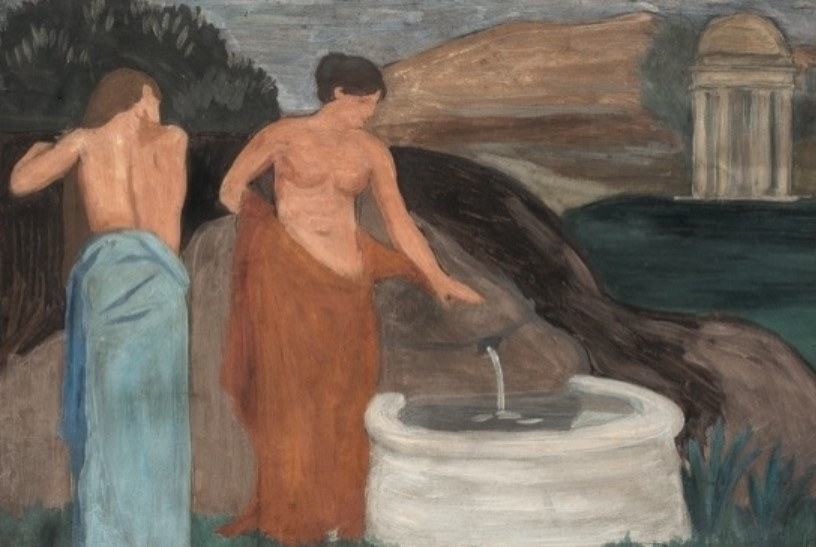
Dues dones davant d'una font (ca. 1905)
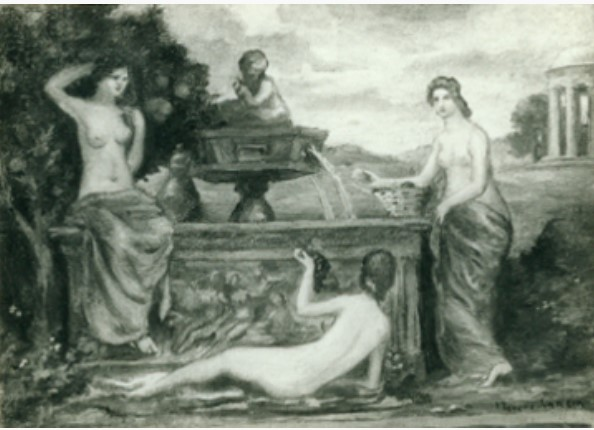
Tres figures (ca. 1901)
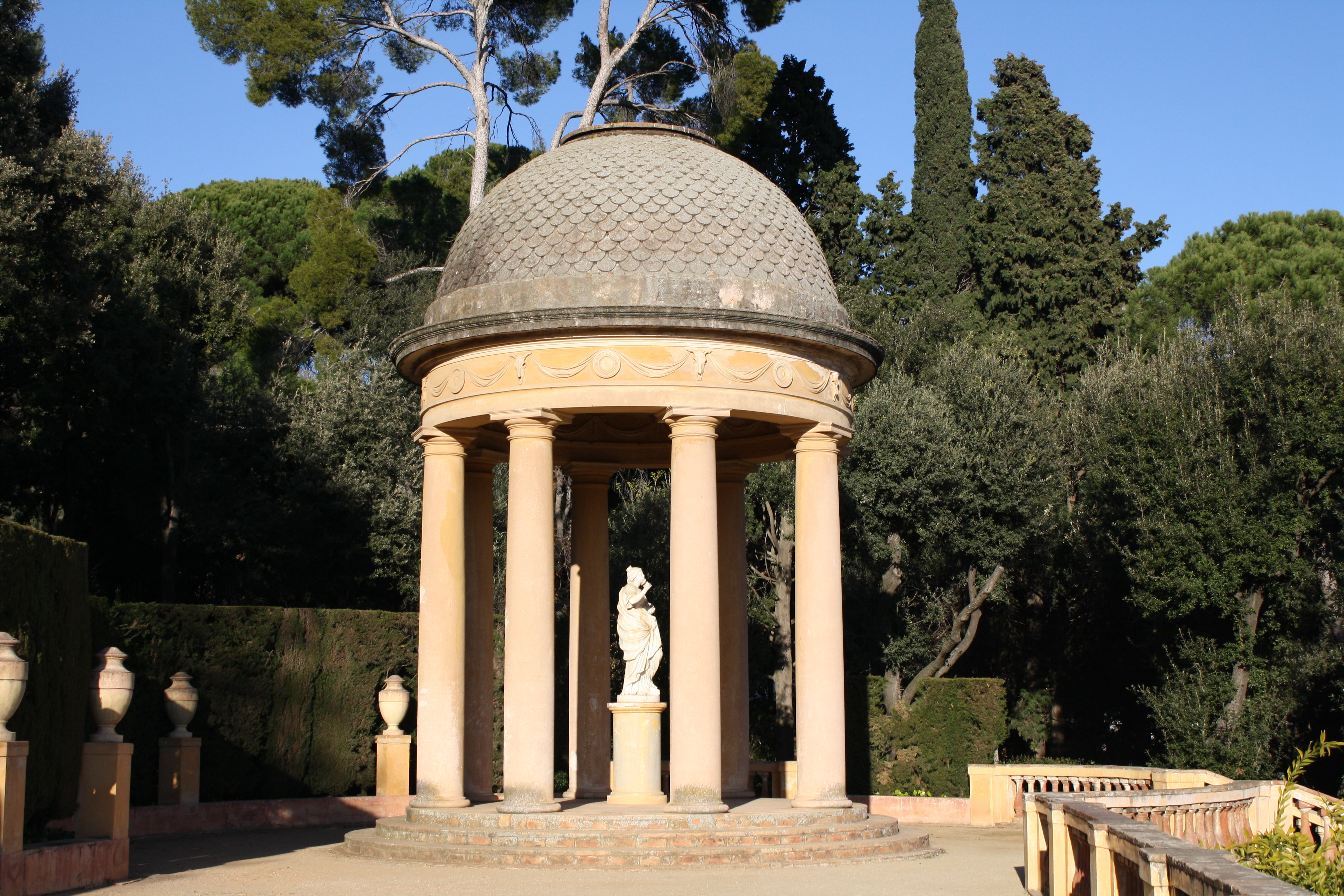
Templet de Diana al laberint d'Horta

## Recorregut de l'obra

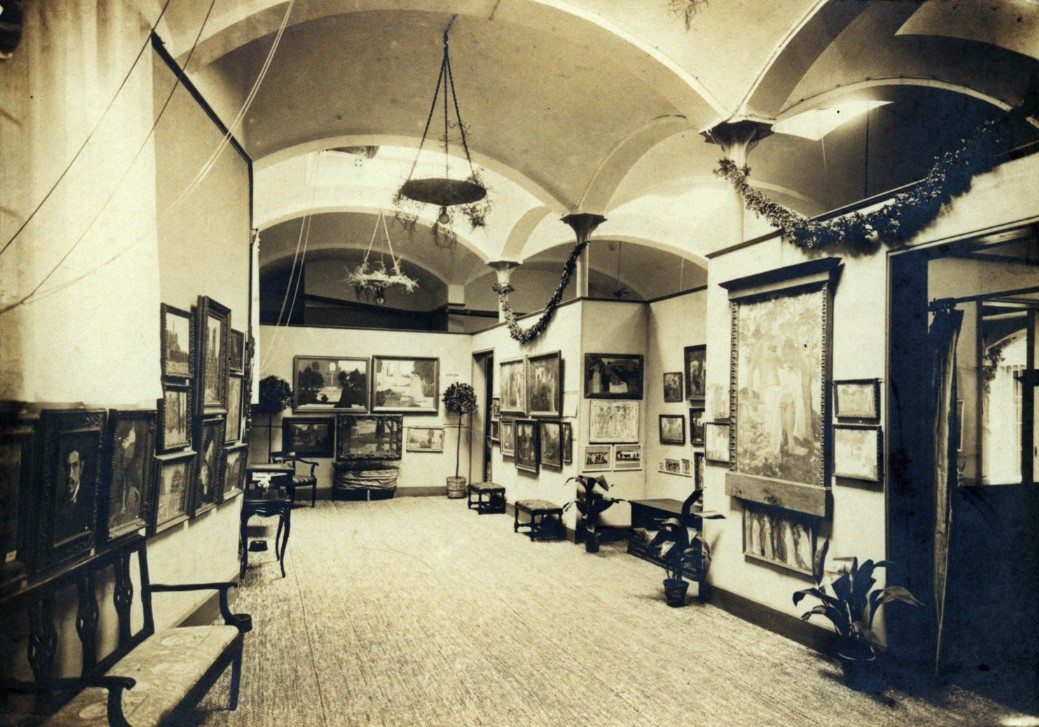
El quadre Temple a les nimfes es pot apreciar al mig al fons.

Cal recalcar que en algunes exposicions el quadre aparegué catalogat amb el nom de Campos Elíseos. La primera vegada que en consta l'exhibició pública és a l'exposició a les Galeries Dalmau de Barcelona del 1912, de la qual el catàleg raonat en línia en deixa constància amb una fotografia on es pot apreciar la pintura al fons de la sala.

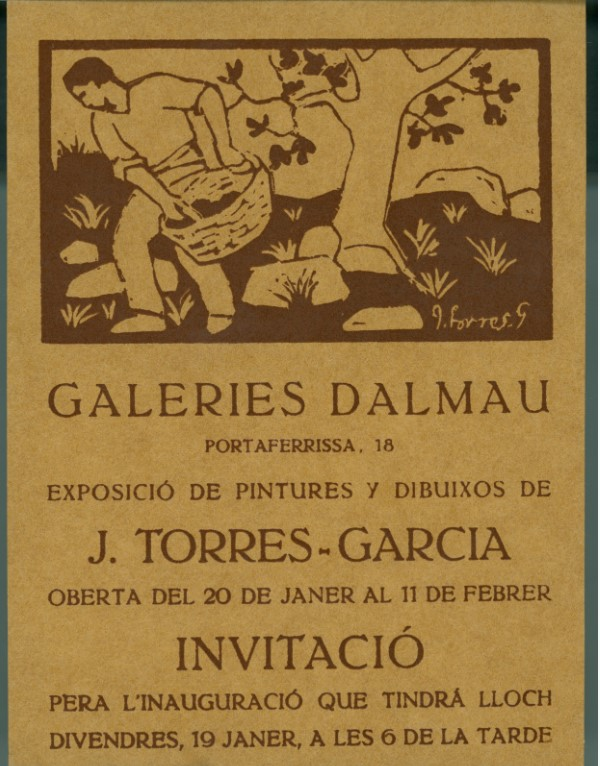
Invitació a l'exposició a les Galeries Dalmau (1912).

L’obra ha estat exposada a diverses exposicions monogràfiques de l'autor. A més de l'esmentada a les Galeries Dalmau (gener-febrer de 1912), també va exhibir-se al Centre Artístic de Sant Lluc de Barcelona (maig-juny 1933) i a les exposicions “Joaquín Torres-García. Época catalana (1908-1928)” del Museo Nacional de Artes Visuales de Montevideo (agost-setembre de 1988) i “Joaquín Torres-García. D’una terra, d’un paisatge” a les Sales d’Exposicions de l'Ajuntament de Girona (octubre-novembre de 1995).
També s'ha inclòs en exposicions itinerants com "Blau, el color del modernisme" que va exhibir-se als CaixaFòrum de Sevilla, Saragossa i Palma (2019-2020).
Actualment forma part de la col·lecció permanent del Museu Nacional d'Art de Catalunya i s'exposa a la Sala 70.